# Trick-Trick
Trick-Trick, pseudonimo di Christian Mathis (Detroit, 9 novembre 1973), è un rapper statunitense.

## Biografia
Originario di Detroit, fu incoraggiato a fare musica grazie alla madre, ex corista per l'autrice jazz Alberta Adams. Iniziò ad ascoltare gospel, soul e funk, e soprattutto artisti come Phil Collins e George Clinton. In seguito divenne anche appassionato di gruppi hip hop quali Public Enemy, N.W.A. e Run DMC.
Quando era adolescente, suo padre lo invitò alla vita di strada e lo rese membro di una gang, che lo coinvolse in una rissa. Per quell'episodio fu accusato di omicidio e finì in prigione. Fu poi mandato in custodia dopo che si era scoperta la sua innocenza, e da allora decise di dedicarsi alla musica.
Il suo primo soprannome, Trick, deriva dal modo particolare di corteggiare le vicine di casa. Più tardi lo cambiò in Trick-Trick, per prendere in giro l'amico e collega di etichetta Click-Click. Nel 1992 firmò per l'etichetta discografica di Click, la Click Boom Records.
Nel 1995 registrò con la Goon Sqwad il singolo "Booty Bounce". La canzone arrivò subito al numero uno della radio di Detroit FM 98 WJLB in Detroit, e di altre stazioni radio vicine. Con l'etichetta di Atlanta Innersound, il singolo vendette più di 400 000 copie, ed altre 30.000 senza contratto discografico. Con la Click Boom Records, guidata da lui e dal collega Click-Click, uscirono singoli che non andarono sotto la terza posizione sulle radio di Detroit.
Negli anni novanta Trick-Trick incise più di 500.000 singoli e più di 2 milioni di vendite in mixtape, con la sua Wonder Boy Entertainment. Nel 2000 attirò l'attenzione grazie al documentario "Street Life".
Nel 2004 finì la sua semilibertà; così iniziò subito a lavorare sull'album The People vs., che è uscito per la Motown/Universal Records. Il singolo di lancio "Welcome 2 Detroit", realizzato insieme ad Eminem, arrivò al numero 90 di Billboard. Nel 2007 Trick Trick ha firmato un contratto per la G-Unit Records, su consiglio di Eminem: infatti per la Shady Records, a cui voleva passare inizialmente, vi sono già molti altri artisti midwest rap. Sotto la G-Unit Records, dopo l'arrivo di Trick è stata creata anche la sussidiaria G-Unit MidWest.
Successivamente ha firmato per la Koch Records.

## Stile musicale
Lo stile vocale di Trick-Trick è spesso descritto come un tono robusto e gutturale, potenziato da un'attitudine minacciosa e da battute sarcastiche.

## Discografia
- 2005: The People vs.
- 2008: The Villain

## Singoli
- 1995: Booty Bounce (featuring The Goon Sqwad)
- 2005: "Welcome 2 Detroit" (featuring Eminem)
- 2005: Let's Go To War (dissing Styles P, Trick Daddy, Dave Mays, Benzino & Ja Rule)
- 2006: Attitude Adjustment (featuring Jazze Pha)
- 2007: Let It Fly (featuring Ice Cube) (Unreleased)
- 2008: "Who Want It"(featuring Eminem)
- 2008: Let's Work